# Peter Ducke
Peter Ducke (* 14. října 1941, Benešov nad Ploučnicí) je bývalý východoněmecký fotbalista, útočník, reprezentant Východního Německa (NDR). V roce 1971 byl vyhlášen východoněmeckým fotbalistou roku a v sezóně 1962/63 byl nejlepším střelcem východoněmecké oberligy. Jeho starší bratr Roland byl také východoněmeckým fotbalovým reprezentantem.

## Fotbalová kariéra
V východoněmecké oberlize hrál za FC Carl Zeiss Jena, nastoupil ve 363 utkáních a dal 155 gólů. S FC Carl Zeiss Jena vyhrál třikrát východoněmeckou Oberligu a třikrát východoněmecký fotbalový pohár. V Poháru mistrů evropských zemí nastoupil v 7 utkáních a dal 4 góly, v Poháru vítězů poháru nastoupil ve 13 utkáních a dal 3 góly a v Poháru UEFA nastoupil ve 21 utkáních a dal 5 gólů. Za reprezentaci Východního Německa (NDR) nastoupil v letech 1960–1975 v 67 utkáních a dal 15 gólů. Byl členem týmu na Mistrovství světa ve fotbale 1974, nastoupil ve 3 utkáních. V roce 1972 byl členem bronzového týmu na LOH 1972 v Mnichově, nastoupil v 7 utkáních a dal 1 gól.

## Ligová bilance
| Ročník          | Zápasy | Góly | Klub               |
| --------------- | ------ | ---- | ------------------ |
| I. liga 1959    | 12     | 1    | Motor Jena         |
| I. liga 1960    | 20     | 15   | Motor Jena         |
| I. liga 1961/62 | 31     | 19   | Motor Jena         |
| I. liga 1962/63 | 26     | 20   | Motor Jena         |
| I. liga 1963/64 | 24     | 13   | Motor Jena         |
| I. liga 1964/65 | 21     | 10   | Motor Jena         |
| I. liga 1965/66 | 12     | 5    | FC Carl Zeiss Jena |
| I. liga 1966/67 | 4      | 1    | FC Carl Zeiss Jena |
| I. liga 1967/68 | 22     | 7    | FC Carl Zeiss Jena |
| I. liga 1968/69 | 23     | 11   | FC Carl Zeiss Jena |
| I. liga 1969/70 | 24     | 8    | FC Carl Zeiss Jena |
| I. liga 1970/71 | 26     | 14   | FC Carl Zeiss Jena |
| I. liga 1971/72 | 24     | 8    | FC Carl Zeiss Jena |
| I. liga 1972/73 | 24     | 2    | FC Carl Zeiss Jena |
| I. liga 1973/74 | 20     | 9    | FC Carl Zeiss Jena |
| I. liga 1974/75 | 14     | 3    | FC Carl Zeiss Jena |
| I. liga 1975/76 | 20     | 3    | FC Carl Zeiss Jena |
| I. liga 1976/77 | 16     | 6    | FC Carl Zeiss Jena |
| CELKEM I. liga  | 363    | 155  |                    |